# Strana maďarského dvouocasého psa
Strana maďarského dvouocasého psa nebo Maďarská strana dvouocasého psa, maďarsky Magyar Kétfarkú Kutya Párt, zkráceně MKKP, je recesistická politická strana v Maďarsku, založená v roce 2006 v Segedíně. Projevem strany je především Street art umění.

## Historie
Každý volební kandidát strany se jmenuje István Nagy. Protože Nagy je jedno z nejpočetnějších příjmení v Maďarsku a István je velmi časté křestní jméno. A jedná se de facto o jediného muže Gergelye Kovácse.
Strana sice nebyla zaregistrována pro parlamentní volby 2006, přesto se však aktivně účastnila kampaně. Slibovala například: věčný život, světový mír, jeden pracovní den v týdnu, dva západy slunce denně (v různých barvách), menší gravitaci, pivo zdarma a nízké daně.
Volební plakáty byly především v Segedíně, většina představovala Istvána Nagye, jak sleduje dvouocasého psa s nápisem: Je tak roztomilý, že rozhodně nechce krást.
Kovács v srpnu 2010 oznámil, že v říjnových komunálních volbách bude kandidovat na starostu Segedíně a přislíbil vybudování pohoří a kosmodromu.
Dne 8. září 2014 byla MKKP oficiálně zaregistrována jako funkční politická strana.
Dne 19. ledna 2018 byla strana zaregistrována u NVB pro maďarské parlamentní volby, které se konaly 8. dubna 2018. Strana získala téměř sto tisíc (1,73%) odevzdaných hlasů, což sice na vstup do parlamentu nestačilo, ale na státní příspěvek ano. O čtyři roky později ve volbách 2022 již MKKP volilo 3,27% hlasujících voličů.
V lednu 2022 se MKKP stala členem–pozorovatelem v Evropské pirátské straně.

## Volební výsledky

### Volby do Zemského sněmu
| Volby | Celostátní kandidátní listina (90) | Celostátní kandidátní listina (90) | OEVK (109) | OEVK (109) | Mandáty | Mandáty | Status         |
| Volby | Hlasy                              | %                                  | Hlasy      | %          | Počet   | %       | Status         |
| ----- | ---------------------------------- | ---------------------------------- | ---------- | ---------- | ------- | ------- | -------------- |
| 2014  | —                                  | —                                  | —          | —          | 0/199   | 0       | mimo parlament |
| 2018  | 99 414                             | 1,73                               | 39 763     | 0,72       | 0/199   | 0       | mimo parlament |
| 2022  | 185 030                            | 3,27                               | 126 648    | 2,36       | 0/199   | 0       | mimo parlament |

### Volby do Evropského parlamentu
| Volby | Počet hlasů | Hlasy v % | Počet mandátů | Politická skupina EP | Evropská strana |
| ----- | ----------- | --------- | ------------- | -------------------- | --------------- |
| 2014  | —           | —         | 0/21          | —                    | —               |
| 2019  | 90 912      | 2,62      | 0/21          | —                    | —               |
| 2024  | 163 960     | 3,59      | 0/21          | —                    | PPEU            |

## Galerie

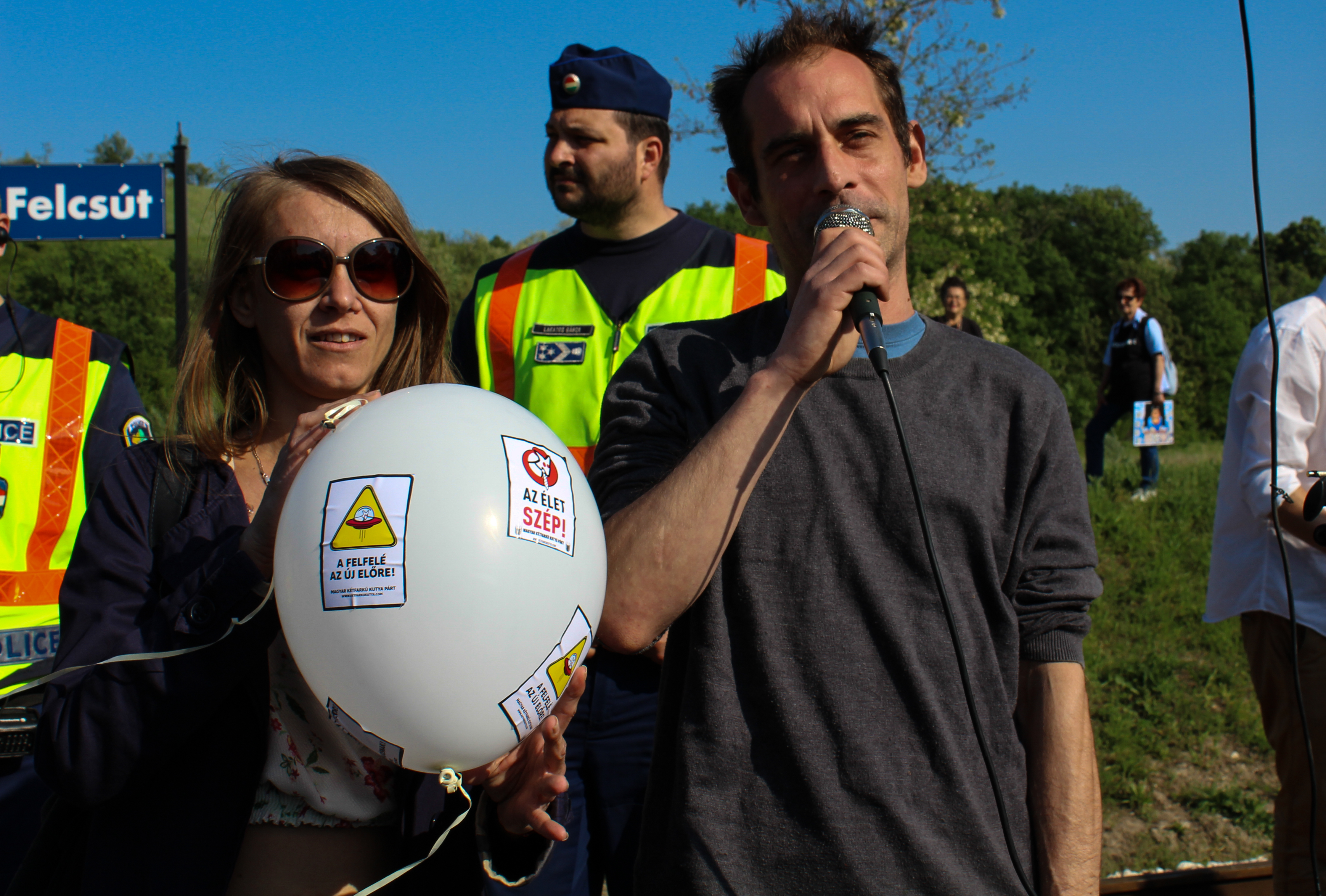
István Kovács v roce 2017
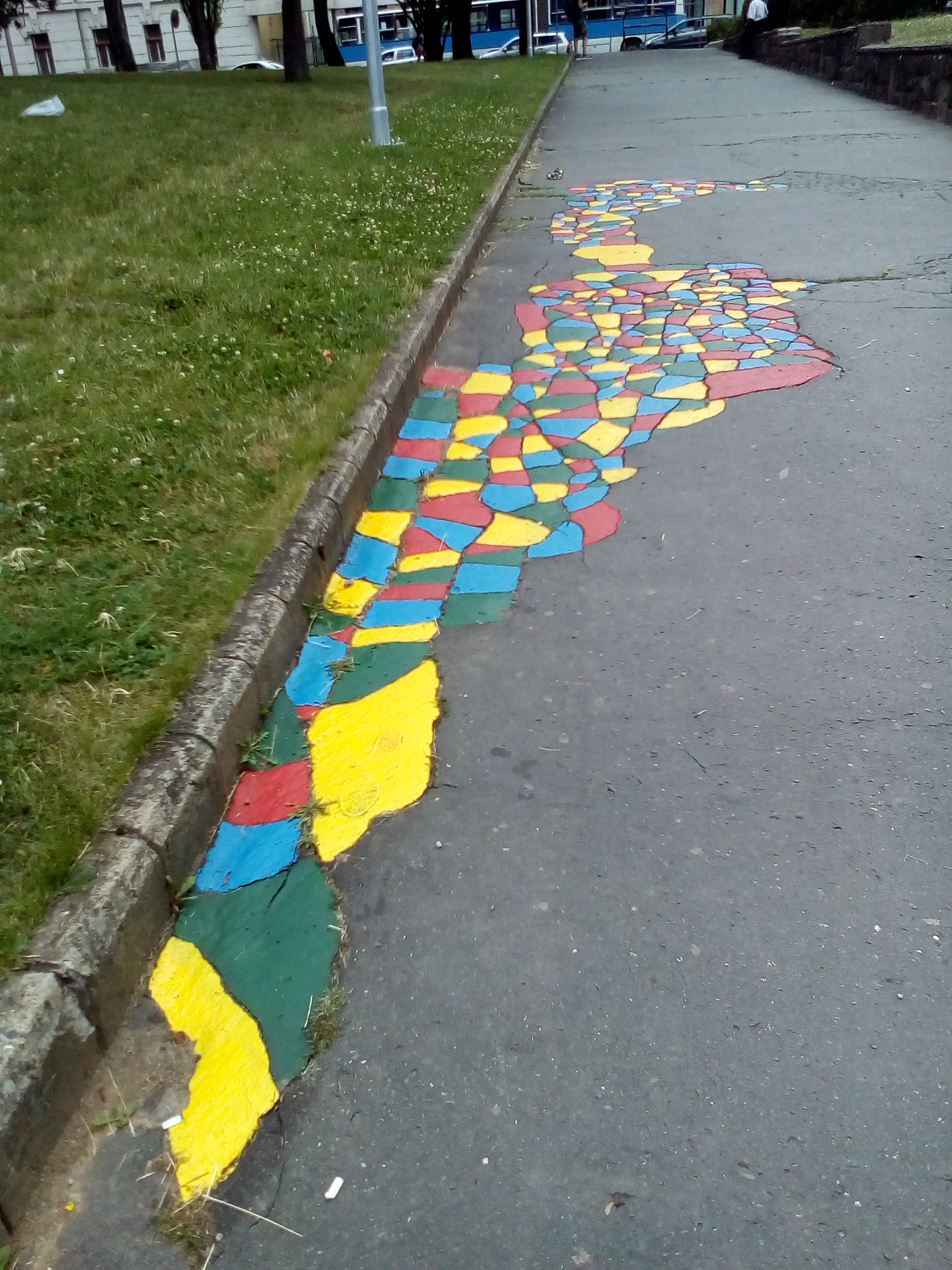
Barvení chodníku (Street Art)
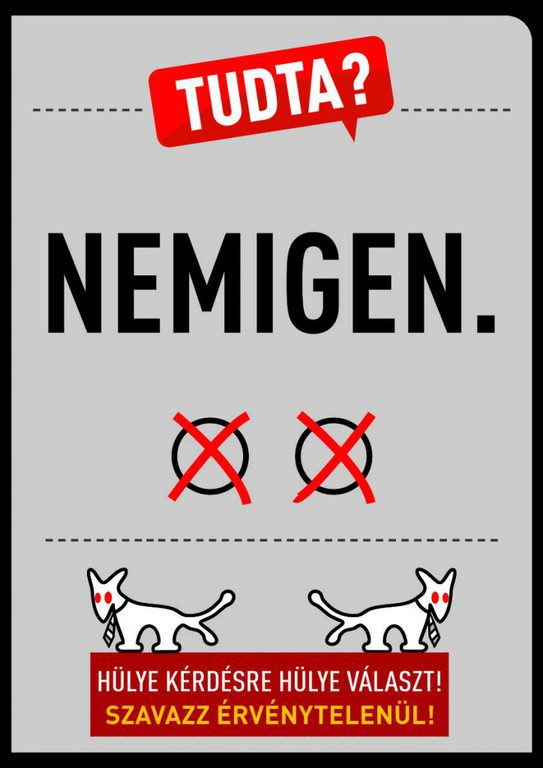
Kampaň „ANONE“ před referendem 2016
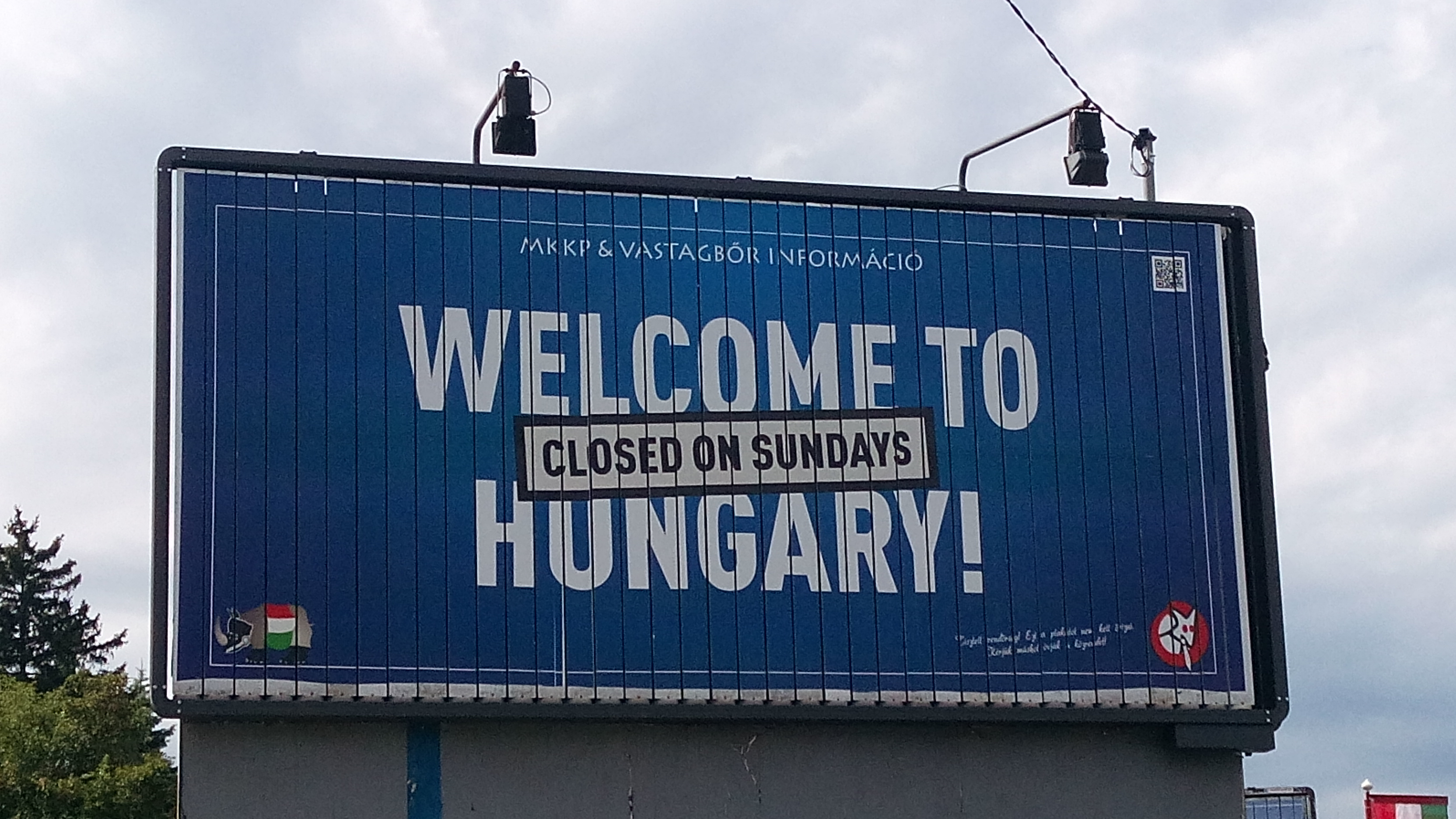
Billboard parodující kampaň vládní koalice